# François Zourabichvili
Pour les articles homonymes, voir Zourabichvili.
François Zourabichvili,  né le 28 août 1965 à Poitiers et mort le 19 avril 2006 à Paris 12e, est un philosophe français spécialiste des œuvres de Deleuze et de Spinoza.

## Biographie
François Zourabichvili est le petit-fils du philosophe Georges Zourabichvili, le fils du compositeur Nicolas Zourabichvili, le neveu d'Hélène Carrère d'Encausse, le cousin d'Emmanuel Carrère. 
Agrégé (1989) et docteur en philosophie (1999), il est professeur de lycée de 1988 à 2001, puis maître de conférences à l'université Paul-Valéry à Montpellier, directeur de programme au Collège international de philosophie de 1998 à 2004. 
Il se suicide le 19 avril 2006. Ses obsèques ont lieu dans l'église russe de la Très-Sainte-Trinité à Paris (16e arrondissement).
Son dernier article, publié dans la revue Multitudes, porte sur « Kant avec Masoch ». 

## Postérité
En 2007, le Collège international de philosophie et l'École normale supérieure organisent un colloque sur « Les physiques de la pensée selon François Zourabichvili » sous la direction de Bruno Clément et Frédéric Worms réunissant Pierre Macherey, Pierre-François Moreau, Pierre Zaoui, Paola Marrati, Paul Patton, Paolo Godani et Marie-France Badie.

## Travaux
- François Zourabichvili a travaillé notamment sur les concepts d'« événement » et de « littéralité » en s'inspirant de la philosophie de Gilles Deleuze.
- Dans le domaine de l'esthétique, il s'est intéressé au rapport entre l'art et le jeu. Il a publié des articles sur le cinéma de Boris Barnet et de Dziga Vertov, en s'interrogeant en particulier sur le montage.
- Il a développé également les notions de « physique de la pensée » et de « multitude libre » dans ses travaux consacrés à Spinoza.

## Publications
- Deleuze. Une philosophie de l'événement, Paris, Presses universitaires de France, coll. « Philosophies », 1994  (ISBN 2-13-046543-9) ; 2e  éd. 1997 ; 3e  éd., précédée d'une introduction inédite, « L'ontologique et le transcendantal ».

Repris sous le titre La Philosophie de Deleuze, avec deux autres études : Anne Sauvagnargues, « Deleuze, de l'animal à l'art » et Paola Marrati, « Deleuze, cinéma et philosophie », Paris, Presses universitaires de France, coll. « Quadrige », 2004.
- Spinoza. Une physique de la pensée, Paris, Presses universitaires de France, coll. « Philosophie d'aujourd'hui », 2002  (ISBN 2-13-052531-8).
- Le Conservatisme paradoxal de Spinoza. Enfance et royauté, Paris, Presses universitaires de France, coll. « Pratiques théoriques », 2002  (ISBN 2-13-052527-X).
- Le Vocabulaire de Deleuze, Paris, Ellipses, coll. « Vocabulaire de… », 2003  (ISBN 2-7298-1291-1).

Parution partielle dans Jean-Pierre Zarader (coord.), Le Vocabulaire des philosophes. IV, coll. « Philosophie contemporaine, XXe siècle », préface de Frédéric Worms, Paris, Ellipses, 2002  (ISBN 2-7298-1051-X).
- « Leibniz et la barbarie », dans Bertrand Binoche (dir.), Les Équivoques de la civilisation, Paris, Champ Vallon, 2005.
- La Littéralité et autres essais sur l'art, Paris, Presses universitaires de France, coll. « Lignes d'art », 2011  (ISBN 2-13-058565-5).
- « À propos de l'interprétation de la volonté de puissance comme concept plastique », Conséquence, 2015.
- L'Art comme jeu, texte établi, introduit et annoté par Joana Desplat-Roger, Paris, Presses universitaires de Paris Nanterre, coll. « Collège international de philosophie », 2018[3].

### Préface
- « Le pouvoir en devenir : Tarde et l'actualité », préface à Les Transformations du pouvoir, Œuvres de Gabriel Tarde, seconde série - volume II, sous la direction d'Éric Alliez, Paris, Les Empêcheurs de penser en rond, 2003  (ISBN 2-84671-028-7).

### Vidéo
- [MP3] « Le mode d'écriture de L'Anti-Œdipe. Littéralité et transversalité »